# Branchiostegus serratus
Branchiostegus serratus is een straalvinnige vissensoort uit de familie van tegelvissen (Malacanthidae). De wetenschappelijke naam van de soort is voor het eerst geldig gepubliceerd in 1975 door Dooley & Paxton.